# Физиокрация
Физиокрация (от гръцки physis, природа и kratos, власт, в смисъл „управление от природата“) е икономическа теория от 18 век, развита от група икономисти по време на Просвещението, които считали, че богатството на народите произтича единствено от стойността на обработваната земя и земеделието и че земеделската продукция трябва да се оценява високо. Техните теории произлизат от Франция, където теорията е най-популярна през втората половина на 18 век. Това е може би първата добре развита теория в икономиката, а нейните привърженици са известни като физиократи. Те предлагат нова формула на държавно отношение към икономиката, добила известност като „Laissez faire, laissez passer“ (лесе-фер, Оставете ни да правим). Тази запазила се и до днес фраза за икономическа свобода е свързана с провъзгласявания от физиократите „естествен ред“ (ordre naturel) в икономиката, който се развива под влиянието на действащи обективни закони.
Ключовата фигура за утвърждаването и разпространението на идеята за физиокрация е Франсоа Кене (1694 – 1774), а известност добиват още Ан Робер Жак Тюрго (1727 – 1781) и Пиер Дю Пон дьо Немур. Движението е непосредствен предшественик на класическата икономика, ознаменувана с появата на Богатството на народите от Адам Смит през 1776 г.
Най-значителният принос на физиократите е изтъкването на производителния труд като източник на национално богатство. Това е в контраст на предходните школи, в частност на меркантилизма, който се фокусира върху богатството на владетеля, натрупването на злато или търговския баланс. Докато школата на меркантилистите твърди, че стойността на стоката се създава в точката на продажба, от продавача, който разменя стоките си за повече пари, отколкото са „стрували“ преди това, физиократите първи разглеждат вложения в производството труд като единствен източник на стойност. Но за физиократите единствено земеделският труд произвежда стойност. Целият останал труд в индустрията и други сектори е „непродуктивен“ придатък към земеделския труд.
По времето, когато физиократите развиват своята теория, стопанството е предимно аграрно и това вероятно обяснява защо те считат за ценен само земеделския труд. За тях „стокова“ е единствено онази земеделска продукция, която е произведена в излишък, и тя е резултат от полагането на човешки труд с помощта на животинска сила. Единствената „печалба“, получена от собственика на земята, е рентата (в икономически смисъл).
Според историка David B. Danbom „физиократите ненавиждат градовете поради тяхната неестественост и възхваляват естествения начин на живот и фермерството“. Наричат себе си икономисти, а учението си политическа икономия, но съвременните автори ги наричат физиократи, за да ги различават от по-късните икономически школи. Терминът навлиза в употреба през 19 век след първото издание на съчиненията на Кене.
Статии на Кене, посветени на въпросите на цената на хляба и данъците, са публикувани в Енциклопедията на Дидро. Според Маркс съществената заслуга на физиократите, и преди всичко на Кене, е че „в рамките на буржоазния си кръгозор правят анализ на капитала, което ги прави бащи на съвременната политическа икономия“.